# Pont de La Roche-Bernard
Die Pont de La Roche-Bernard ist eine Straßenbrücke bei La Roche-Bernard über die Vilaine im Département Morbihan in der Bretagne. An gleicher Stelle war 1839 eine Hängebrücke errichtet worden, die 1911 durch eine Stahl-Bogenbrücke und 1960 abermals durch eine Hängebrücke ersetzt wurde.

## Lage
Der Ort La Roche-Bernard und die nach ihm benannte Brücke liegen im Zuge der früheren Nationalstraße zwischen Nantes und Brest, die die wichtigste Verkehrsverbindung im Süden der Bretagne war. Heute fließt der Verkehr weitgehend über die den Ort im Norden umgehende Nationalstraße N 165 und die Pont du Morbihan.

## Geschichte
Die zwischen steilen Hängen fließende Vilaine ließ sich zunächst nur mit einer Fähre überqueren, die von Wind, Wetter und den weit in den Fluss hineinreichenden Gezeitenströmungen abhängig war. Bei einer Wassertiefe von 5 bis 9 m, einem Untergrund mit einer mindestens 10 m starken Sediment- und Schlickschicht und der von der Schifffahrt geforderten lichten Höhe von 30 m war an den Bau einer Brücke nicht zu denken gewesen. Erst die Hängebrücke bot die Möglichkeit, den Fluss zu überqueren.

### Hängebrücke von 1839

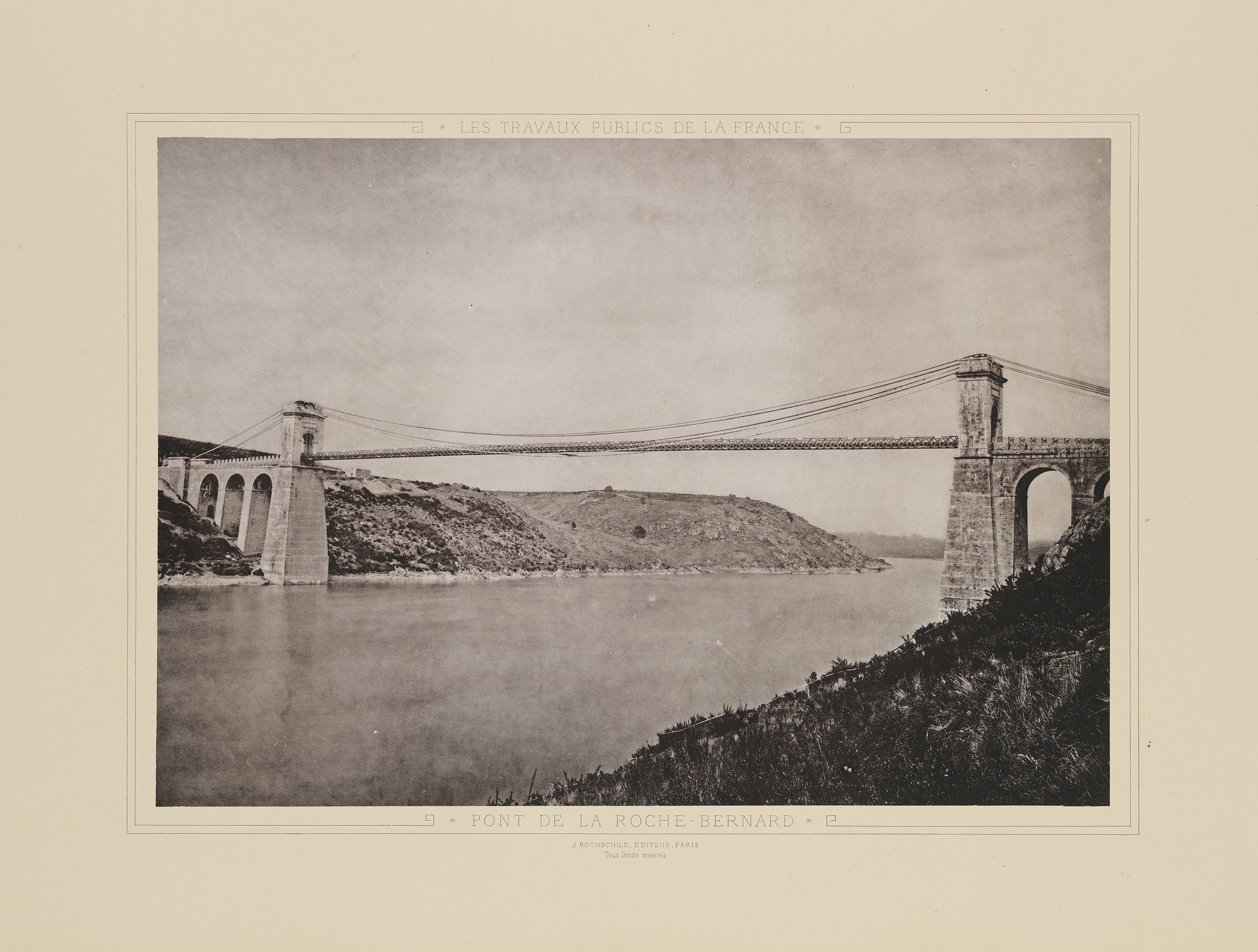
Foto aus Les Travaux Publics de la France

1833 erstellte der Chef-Ingenieur Leblanc des Corps des ponts et chaussées die Pläne für eine Hängebrücke, die in den Jahren 1835 bis 1839 gebaut wurde. Sie war einschließlich der aus drei Mauerwerksbögen bestehenden Zufahrtsrampen insgesamt 360 m lang und hatte eine Spannweite von 198 m. Nur Le Grand Pont suspendu, die Zähringerbrücke in Freiburg im Uechtland, hatte zu dieser Zeit eine größere Spannweite. Das hölzerne Brückendeck hatte eine 4,80 m breite, zweispurige Fahrbahn und 0,60 m breite Gehwege. Die lichte Höhe betrug 36 m über Hochwasser und 42 m über Niedrigwasser.
Die ersten zehn Jahre verliefen ohne größere Probleme, obwohl die Brücke im Wind leicht in Schwingungen geriet und dabei Teile des hölzernen Brückendecks brachen und in den Fluss fielen.
Am 26. Oktober 1852 brachte ein schwerer Sturm das Brückendeck so in Schwingungen, dass es vollständig zerbrach und in den Fluss stürzte, über dem danach nur noch die Tragkabel mit den Resten verschiedener Hänger hingen. Personen kamen dabei nicht zu Schaden. Die Brücke wurde wieder hergestellt, aber 1866 und 1869 erlitt sie neue Sturmschäden, 1870 stürzte ein 20 m langes Teilstück der Fahrbahn ins Wasser und 1871 ein 35 m langes Stück. 1872 versuchte man, die Brücke durch einen Steg zu verstärken, der 1,60 m hoch über der bisherigen Fahrbahn eingebaut wurde, aber nur jeweils von einem Fahrzeug benutzt werden konnte. Dieses Provisorium blieb fast 40 Jahre lang bestehen – bis zur Eröffnung der Stahlbogenbrücke.

### Stahlbogenbrücke von 1911

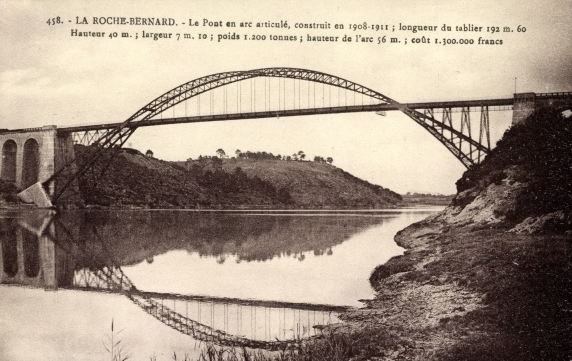
Die Brücke von 1911 auf einer Postkarte

1905 wurde eine neue Brücke ausgeschrieben, bei der Angebote für drei Hängebrücken abgegeben wurden sowie ein Angebot für eine dreigelenkige Stahlbogenbrücke, das den Zuschlag erhielt. Die Konstruktion verwendete die existierenden gemauerten Zufahrtsrampen und das Brückendeck. Seitlich der Rampen wurden Kämpferfundamente eingebaut, von denen aus Bogenansätze in Form sich nach oben verjüngender Fachwerkträger bis zu den Gelenken im Brückendeck schräg über den Fluss ragten. Über diesen Gelenken erhoben sich die beiden Segmente des eigentlichen Stahlbogens, die durch das dritte Gelenk im Bogenscheitel miteinander verbunden waren. Die Bogenkonstruktionen zu beiden Seiten der Brücke waren durch Querträger miteinander verbunden und versteift. Der mittlere Teil des Fahrbahndecks war mit Stahlstangen von den Bögen abgehängt, während die seitlichen Teile auf ihnen aufgeständert waren. Die Bogenbrücke hatte damit zwischen den Kämpferfundamenten, wie bisher, eine Spannweite von 198 m, während der Dreigelenkbogen über den beiden Gelenken im Brückendeck eine Spannweite von 112 m hatte. Die Pont de La Roche-Bernard war damit, nach dem Viaduc du Viaur, die zweitgrößte Stahlbrücke Frankreichs. Diese Brücke diente neben dem Straßen- auch dem Schienenverkehr, über sie lief die meterspurige Bahnstrecke Vannes–La Roche Bernard der Chemins de fer du Morbihan.
Die Stahlbogenbrücke bildete nun jahrzehntelang die gewünschte problemlose Verkehrsverbindung. Sie überstand den Ersten und beinahe auch den Zweiten Weltkrieg. Nach der Landung der Alliierten in der Normandie hatten deutsche Soldaten die Brücke zur Sprengung vorbereitet, warteten aber noch, wie weit die amerikanischen Verbände vordringen würden – die erst nach dem Ende des Krieges und der Übergabe der noch von deutschen Truppen besetzten Gebiete in und um Saint-Nazaire in den Ort einmarschierten. Am 15. August 1944 ereignete sich jedoch ein heftiges Unwetter, bei dem ein Blitzschlag die Sprengung auslöste und dadurch die Brücke zerstörte.
Man musste sich nun wieder mit Fährbooten behelfen, bis im Juli 1948 eine Pontonbrücke eingerichtet wurde, die aus Teilen der Schwimmbrücken bestand, die bei der Landung der Alliierten zwischen dem Mulberry-Hafen vor Arromanches und der Küste am Gold Beach verwendet worden waren.

## Hängebrücke von 1960
Die heutige Hängebrücke steht einige Meter flussabwärts neben den Resten der Stahlbogenbrücke, von der nur noch die gemauerten Rampenbrücken und die Kämpferfundamente existieren. Die in den Jahren von 1957 bis 1960 gebaute zweispurige Brücke mit beidseitigen Gehwegen ist mit einer lichten Höhe von 54 m deutlich höher und mit einer Länge von insgesamt 408,60 m und einer Spannweite von 244 m deutlich länger als die beiden alten Brücken. Sie hat keine Rampenbrücken mehr, ihr Brückendeck reicht über die ganze Länge der Brücke.
Die am Ufer stehenden Pylone bestehen aus Stahlbetonpfeilern, die unterhalb des Brückendecks durch eine Betonwand und zwischen den Spitzen durch einen breiten Querriegel versteift sind. Das Brückendeck besteht aus drei im Vergleich zu früheren französischen Hängebrücken relativ hohen Fachwerkträgern, die an den Betonpfeilern aufgelagert sind und ihm die notwendige Steifigkeit geben, um auch schwere Stürme ohne Schäden zu überstehen. Stabile Metallgeländer entlang der Gehwege tragen zur Steifigkeit bei. Die Tragkabel bestehen aus 19 in einem Sechseckprofil zusammengefassten, geschlagenen Drahtseilen.